# سانیا (شهر)
سانیا (به لاتین: Sanya) یک شهر مرکزی در جمهوری خلق چین است که در هاینان واقع شده‌است.

## خصوصیات
سانیا ۱٬۹۱۹٫۵۸ کیلومترمربع مساحت و ۶۸۵٬۴۰۸ نفر جمعیت دارد.

## خواهرخوانده
شهرهای خاباروفسک، کن و کانکون، کینتانا رو خواهرخوانده‌های سانیا هستند.

## نگارخانه

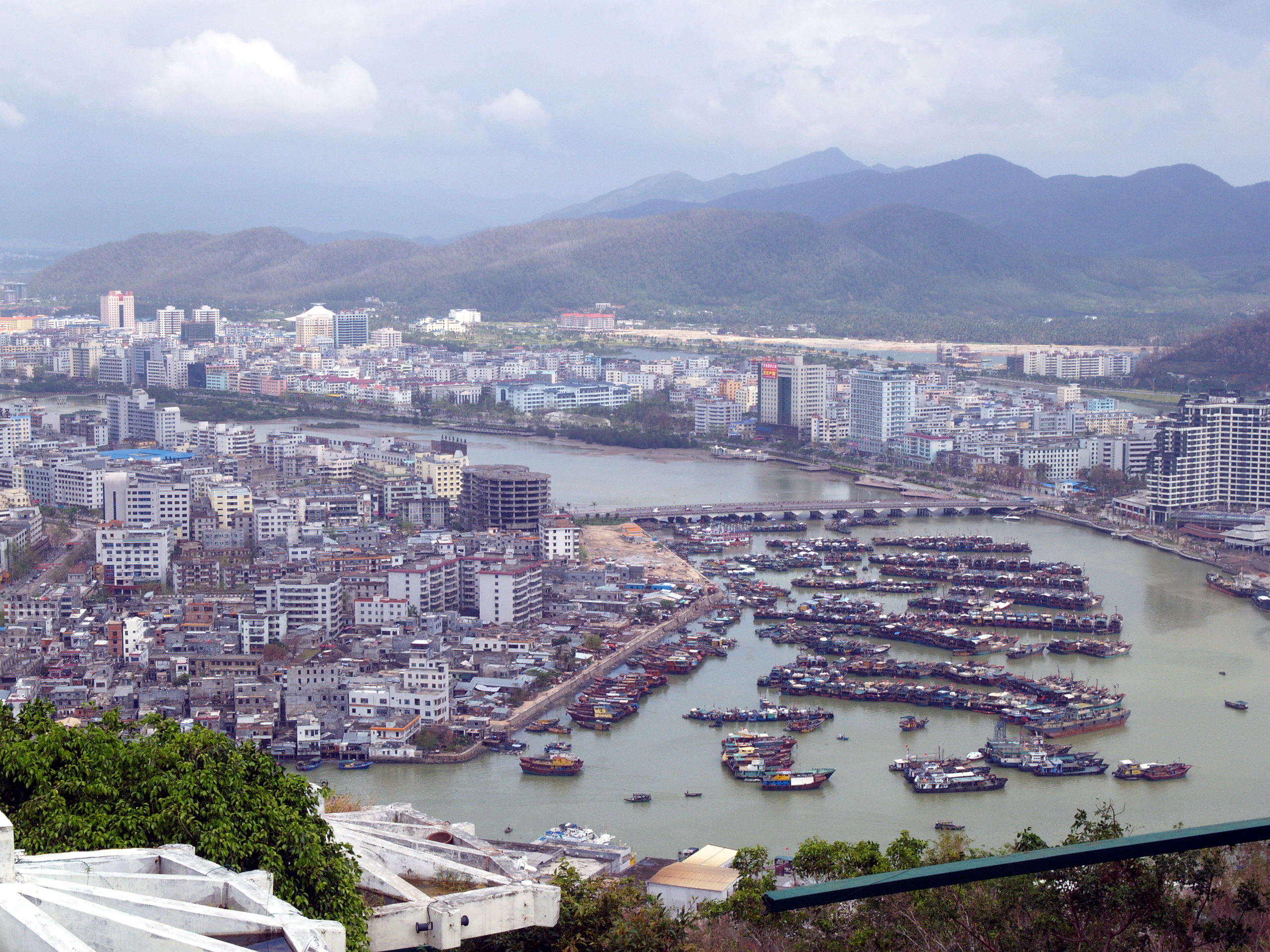
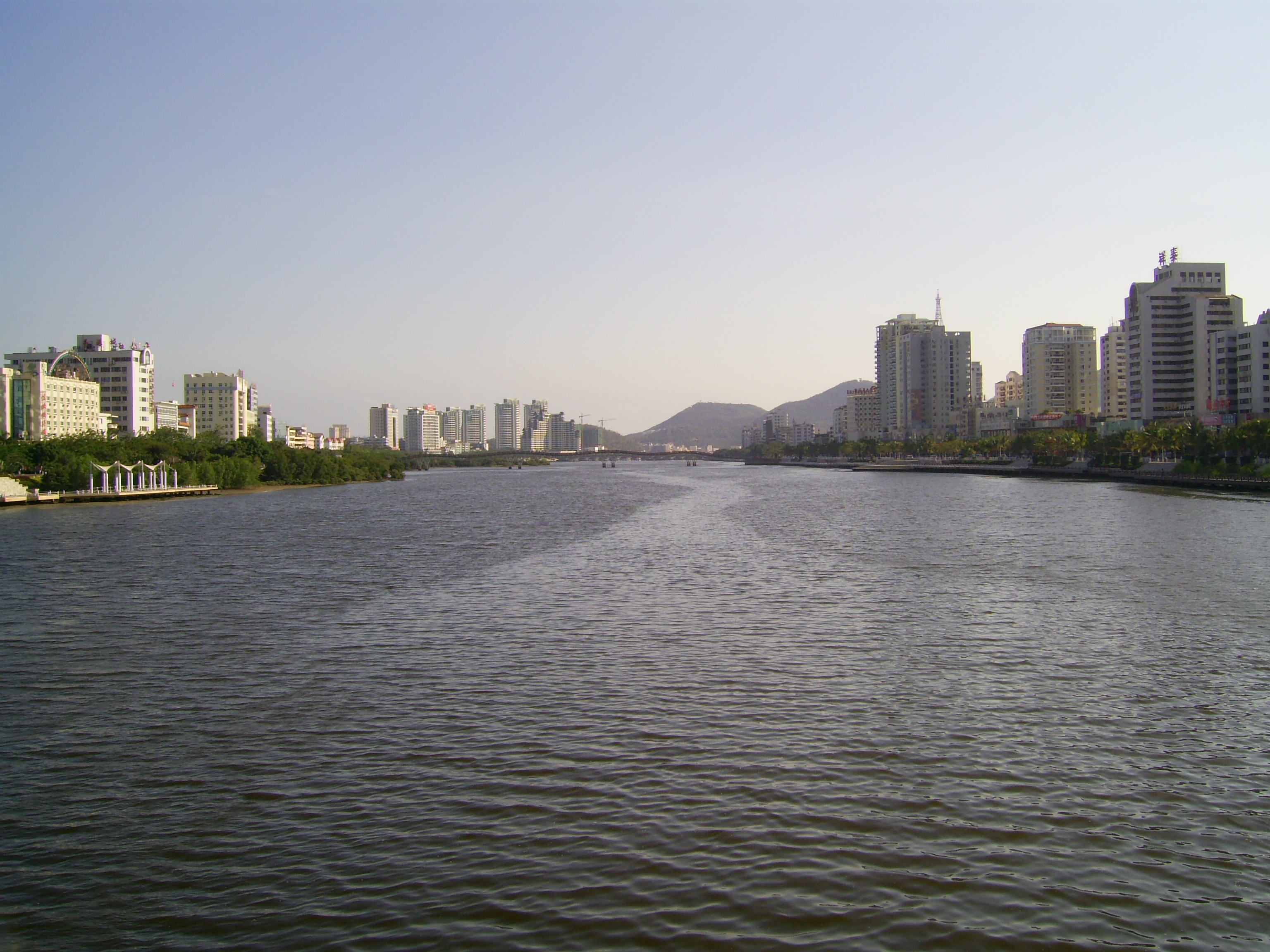
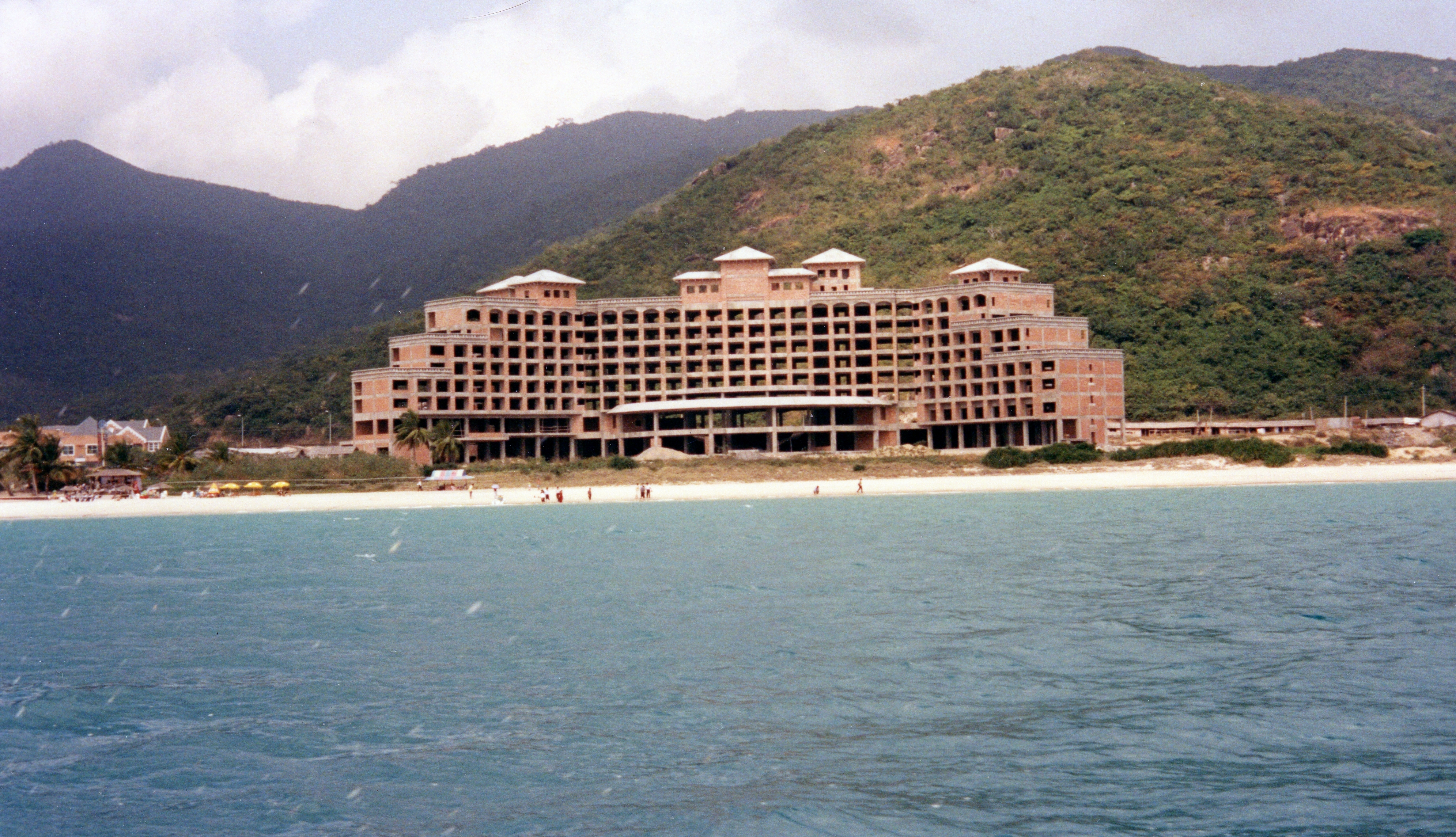
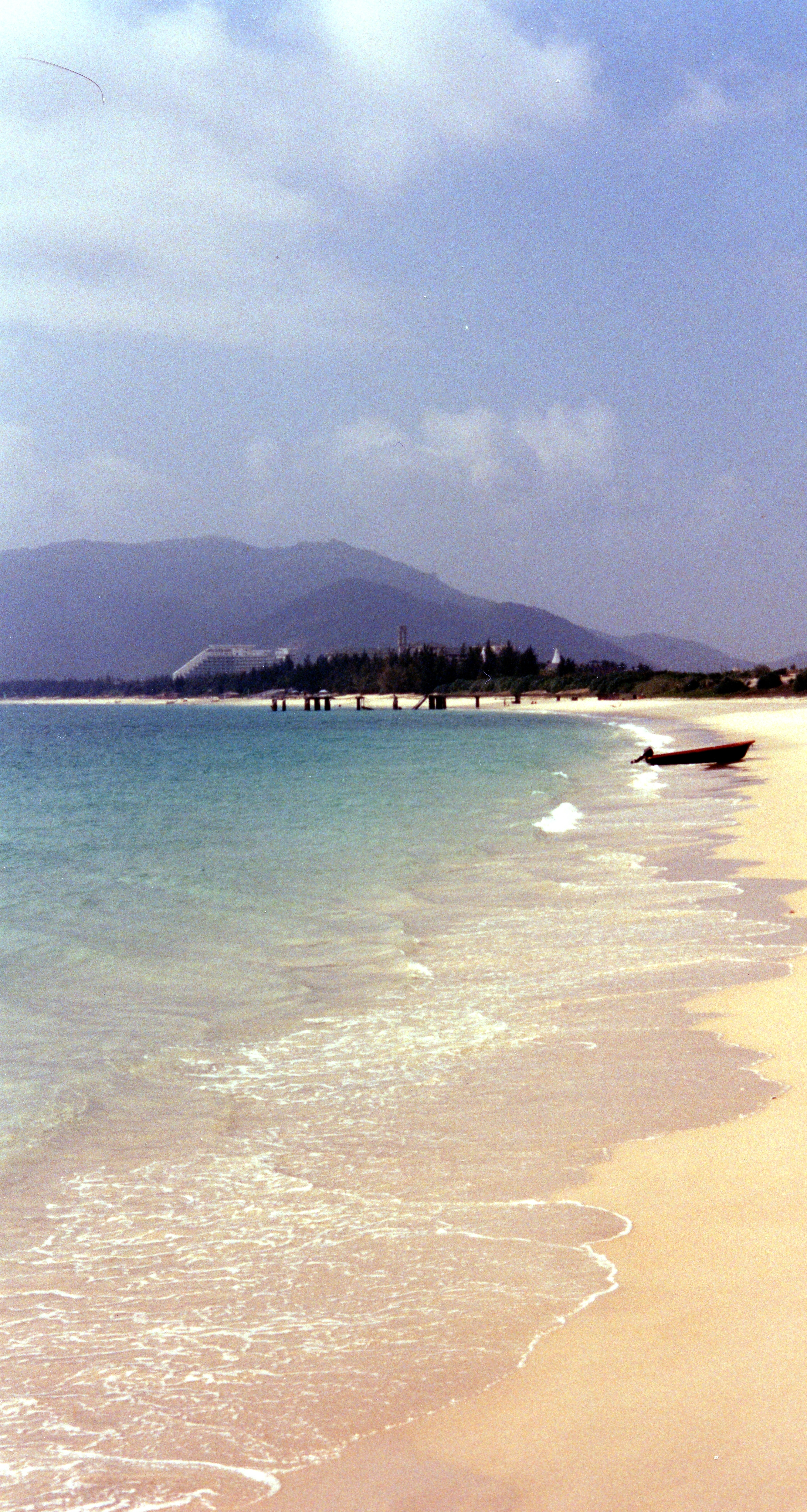
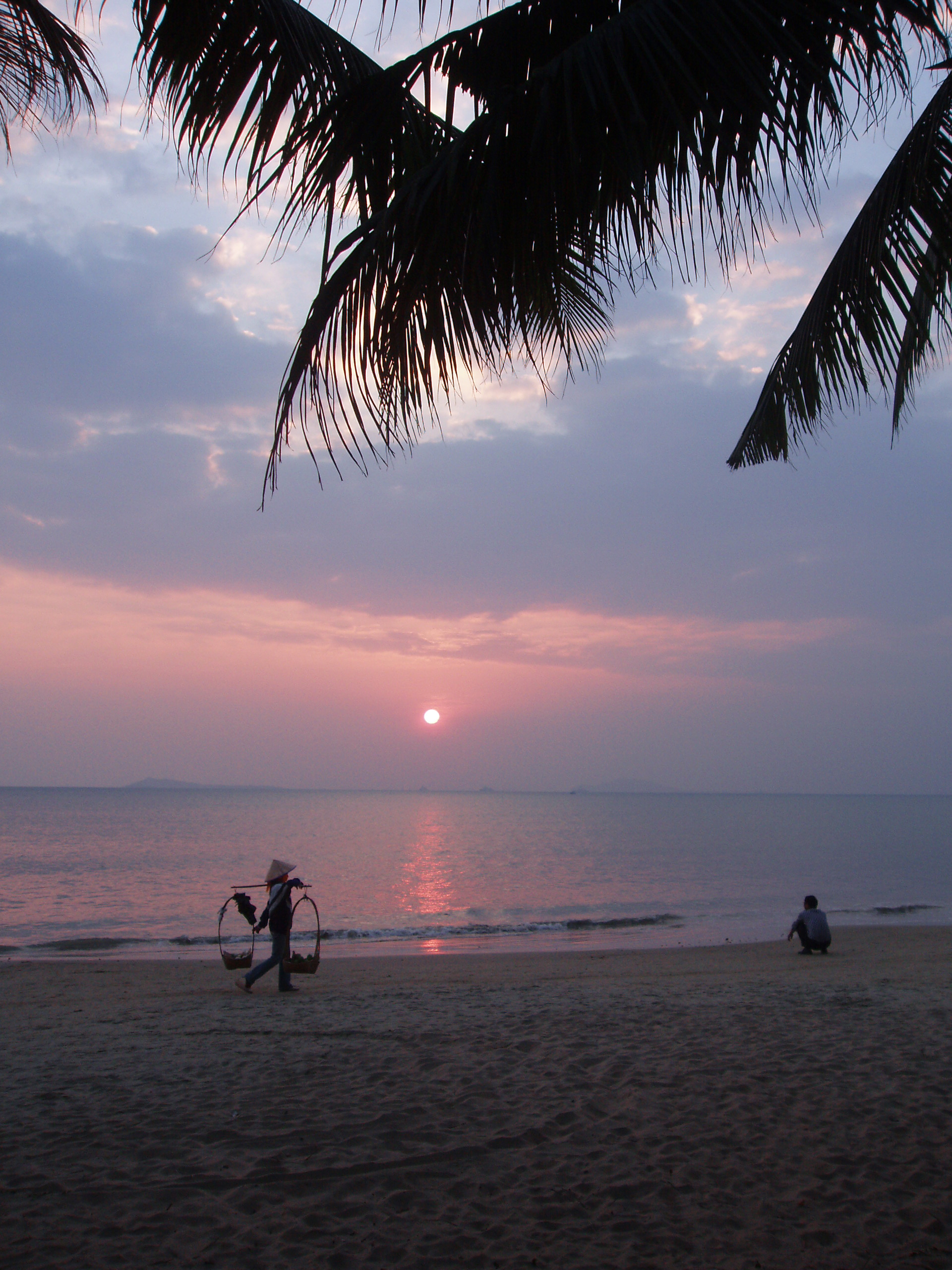
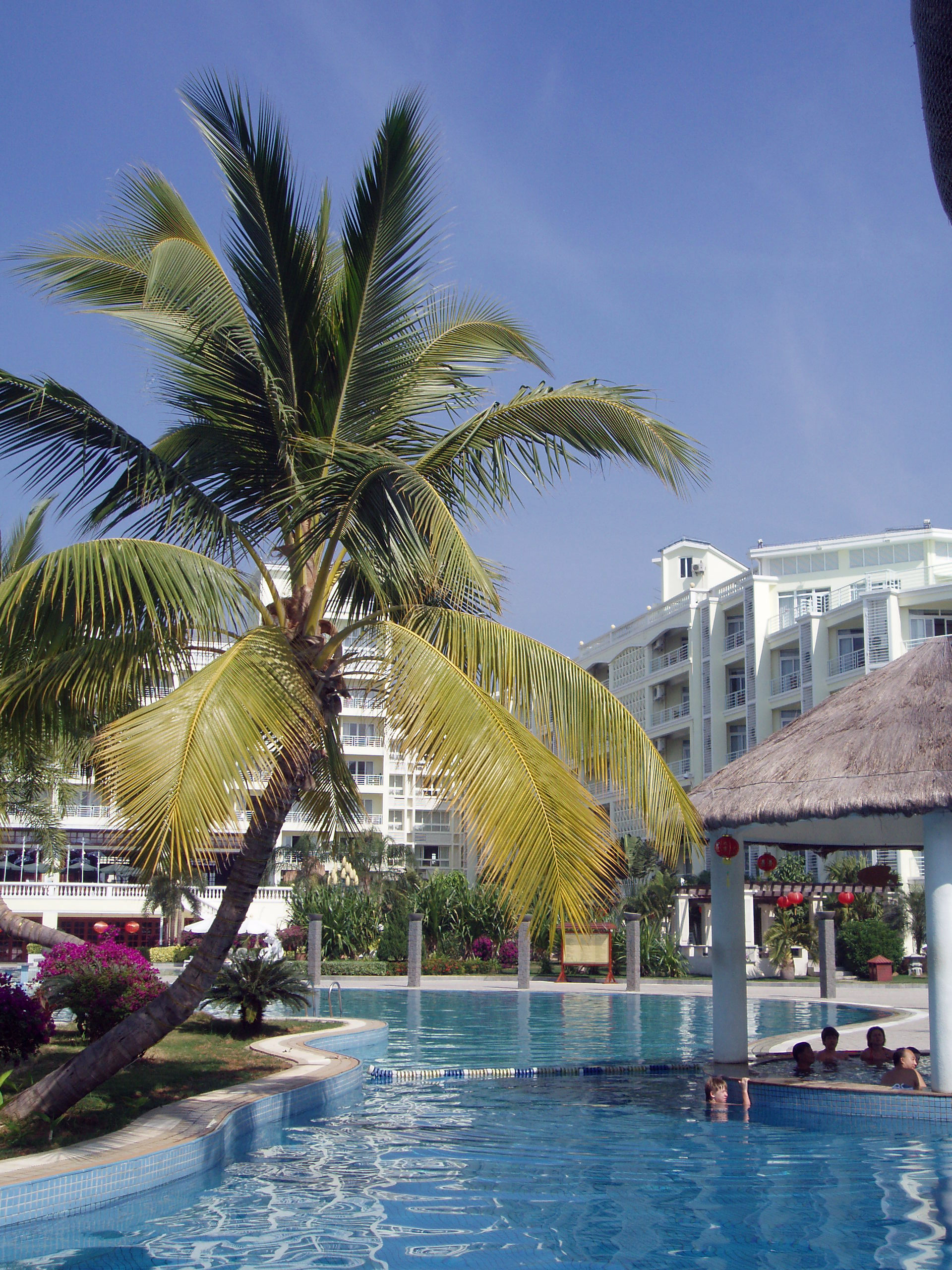
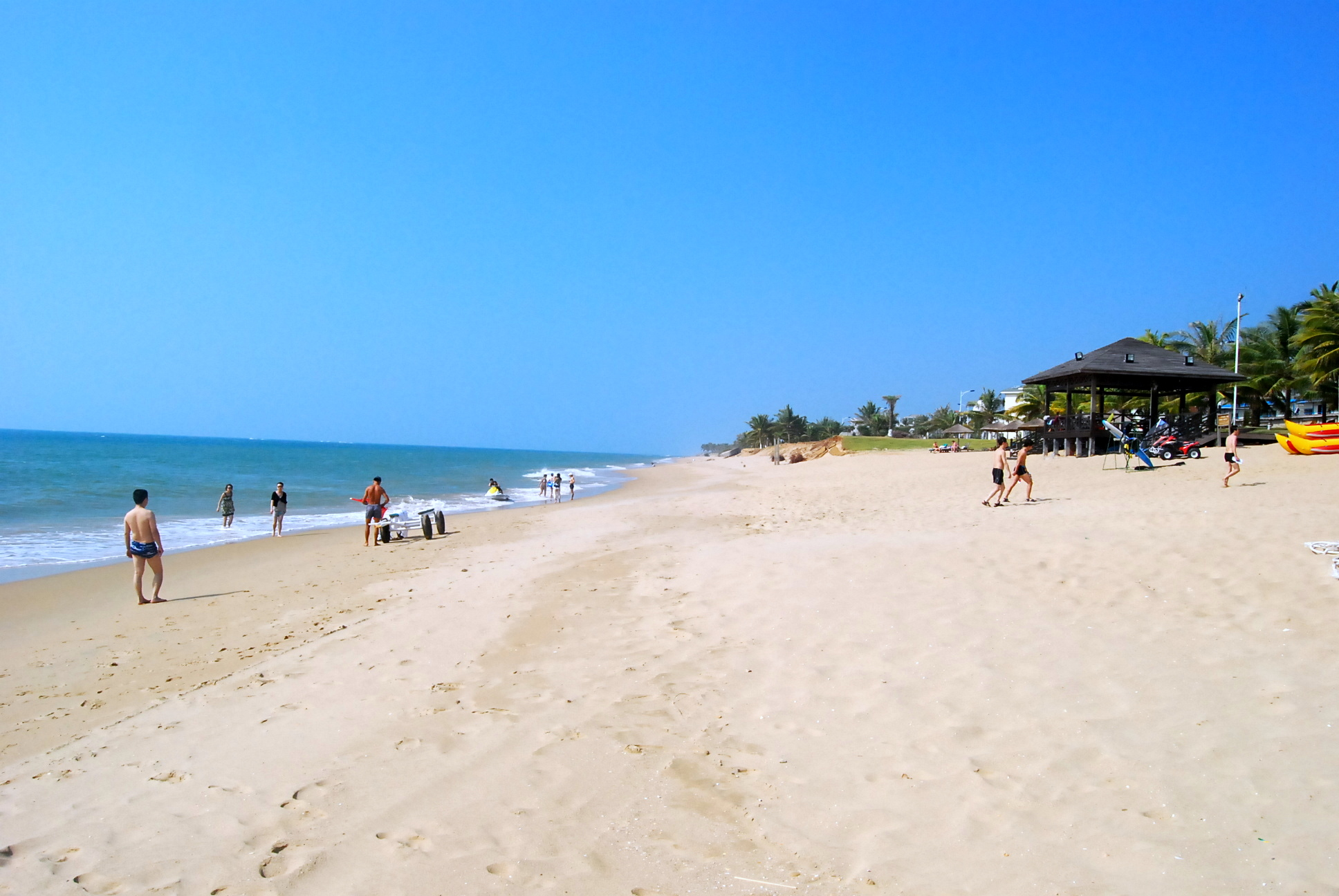
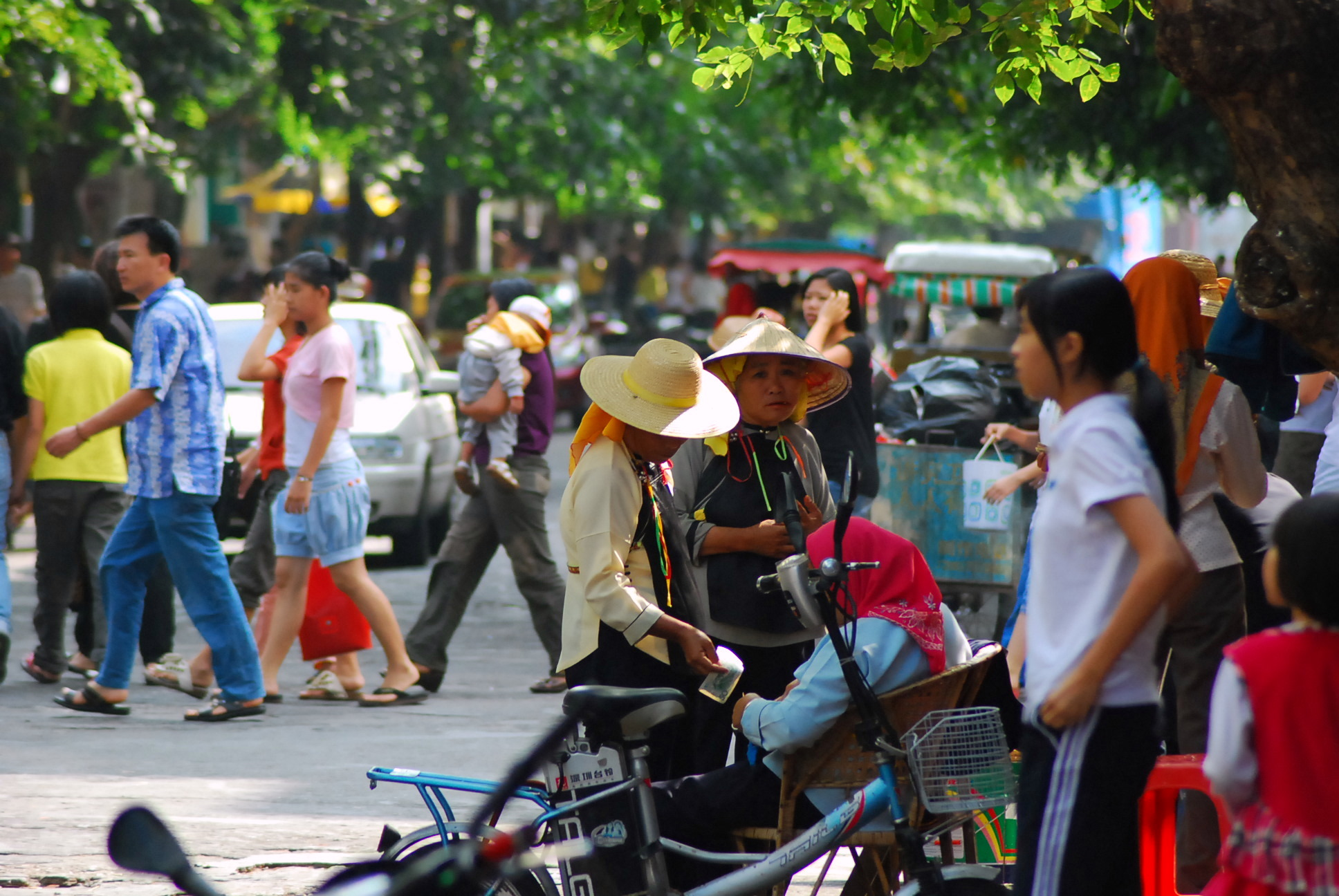